# Campoctonus harringtoni
Campoctonus harringtoni är en stekelart som först beskrevs av Henry Lorenz Viereck 1925.  Campoctonus harringtoni ingår i släktet Campoctonus och familjen brokparasitsteklar. Inga underarter finns listade.